# 张从正
張從正（1156年—1228年），字子和，號戴人，睢州考城（今河南蘭考縣）人，金朝醫家。

## 生平
自幼喜讀書，經史百家無不涉獵，性格豪放，不拘细节，世代從醫，對醫學造詣尤深，精於《內經》、《難經》、《傷寒论》，繼承了劉完素的學術思想。興定年間為太醫，但不久辭退。張先生是金元四大家的“攻下派”，所用的方子為“汗、吐、下”三法，故稱之為攻下派，傳麻知幾、常仲明、張伯全等人。所謂的“汗、吐、下”三法，並非單純的發汗、嘔吐、泄下三種具體治法，而是三種祛邪外出的途徑。他主張“治病重在驅邪，邪去則正安”，有時運用心理治療法。著有《張氏經驗方》、《傷寒心鏡》、《儒門事親》等書，僅《儒門事親》十五卷傳世。

## 以张从正命名的细菌
- 从正菌属 Congzhengia Liu et al. 2021[3]

## 延伸阅读
[在维基数据编辑]
 在维基文库阅读此作者作品
 《金史·卷131》，出自脱脱《遼史》